# پاسکال دوکن

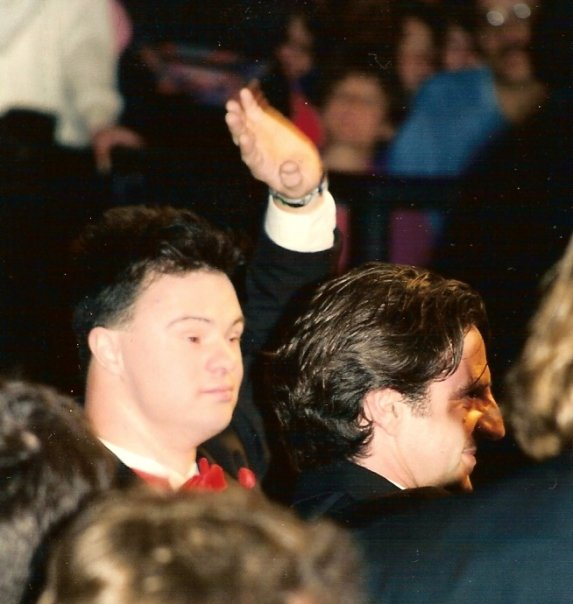
نگاره‌ای از پاسکال دوکن، بازیگر بلژیکی - ۱۹۹۶

پاسکال دوکن (متولد ۸ آگوست ۱۹۷۰ در ویلوورد بلژیک) بازیگر اهل بلژیک است که مشترکاً به همراه دانیل اوتوی بازیگر فرانسوی موفق به دریافت جایزه بهترین بازیگر نقش اول مرد از جشنواره فیلم کن در سال ۱۹۹۶ شد. وی این جایزه را به خاطر بازی در نقش جورج، در فیلم روز هشتم دریافت نمود. او مبتلا به سندرم داون است و در بروکسل زندگی می‌کند.

## فیلم ها
توتوی قهرمان
روز هشتم
لومیر و شرکا
آقای نوبادی
- مشارکت‌کنندگان ویکی‌پدیا. «Pascal Duquenne». در دانشنامهٔ ویکی‌پدیای انگلیسی، بازبینی‌شده در ۲ مه ۲۰۱۵.